# سفارت بریتانیا در ورشو
سفارت بریتانیا در ورشو (به لاتین: Embassy of the United Kingdom) یک منطقهٔ مسکونی  و نمایندگی سیاسی این کشور در لهستان است که در ورشو واقع شده‌است.